# 静岡県立島田工業高等学校
静岡県立島田工業高等学校（しずおかけんりつ しまだこうぎょうこうとうがっこう）は、静岡県島田市阿知ヶ谷に所在する公立の工業高等学校。通称は「島工」。

## 概要
入学時にくくり募集によりI類とII類に分けられ、1年生の1学期から選科・選コースの調査をとり、9月くらいに決まる。2年生より各学科ごとに分かれ各専門教科の授業を受けられる。
教育方針が21世紀を担う技術者の育成である。その反面、大学への進学者を支援する普通強化コースを設け、進学にも対応している。また、多くの上級学校の指定校推薦枠があり、進学者はほとんど推薦などで進学する。

## 設置学科
I類から進む科
- 機械科
- 電気科
- 情報電子科

II類から進む科
- 建築科
- 都市工学科

## 校訓
璞磨　誠実・叡智・創造

## 部活動
12の運動部と11の文化部が存在する。新体操部はインターハイの常連である。吹奏楽部は毎年12月に定期演奏会を開催している。コンピュータ部放送技術班は地域のイベント等の裏方として依頼されることが多く、近年では医療機器等の開発も行っている。

## 出身者
- 加藤廉（プロ野球選手）
- 大池水杜（BMXフリースタイル自転車選手)
- 大石明日希（サッカー選手）
- 杉山直也（バスケットボール選手）
- 藤本怜央（車いすバスケットボール選手）